# Teleșivka, Rokîtne
Teleșivka (în ucraineană Телешівка) este o comună în raionul Rokîtne, regiunea Kiev, Ucraina, formată numai din satul de reședință.

## Demografie
Componența lingvistică a comunei Teleșivka
     Ucraineană (97,83%)
     Rusă (1,82%)
     Alte limbi (0,14%)
Conform recensământului din 2001, majoritatea populației comunei Teleșivka era vorbitoare de ucraineană (97,83%), existând în minoritate și vorbitori de rusă (1,82%).